# 福岡県道503号町川原赤間線
福岡県道503号町川原赤間線（ふくおかけんどう503ごう まちかわばるあかません）は、福岡県古賀市から宗像市に至る一般県道である。

## 概要
古賀市新原から宗像市赤間4丁目に至る。
古賀市の中央部から概ね北東に延び、福津市を経て宗像市のJR九州鹿児島本線 教育大前駅付近に至る県道である。唐津街道の青柳宿 - 赤間宿間のルートを概ね踏襲しており、沿線には古い街並みが残る。
概ね片側1車線だが、終点付近の福岡県道75号若宮玄海線との重複区間は大型車の通行ができない狭隘な区間である。同じく旧唐津街道のルートを踏襲した福岡県道504号町川原福岡線と併せて、国道3号の混雑を避ける裏道として使われている。

### 路線データ
- 起点：古賀市新原（新原南口交差点、福岡県道35号筑紫野古賀線交点）
- 終点：宗像市赤間4丁目（赤間上町交差点、福岡県道29号直方宗像線交点、福岡県道75号若宮玄海線上）

## 路線状況

### 重複区間
- 福岡県道30号飯塚福間線（福津市内殿・内殿東交差点 - 福津市畦町・畦町入口交差点）
- 福岡県道92号宗像篠栗線（宗像市野坂 - 宗像市原町・原町郵便局前交差点）
- 福岡県道401号宗像若宮線（宗像市野坂・宮田橋交差点 - 宗像市自由ヶ丘2丁目・宗像市自由ヶ丘2丁目交差点）
- 福岡県道75号若宮玄海線（宗像市赤間3丁目・赤間構口交差点 - 宗像市赤間4丁目・赤間上町交差点（終点））

### 道路施設

#### 橋梁
- 鷺白（さぎしろ）橋（大根川、古賀市）
- 大道橋（本木川、福津市、福岡県道30号飯塚福間線重複区間内）
- 畦町（あぜまち）橋（西郷川、福津市）
- 宮田橋（朝町川、宗像市、福岡県道401号宗像若宮線重複区間内）
- 辻田橋（釣川、宗像市）

## 地理

### 通過する自治体
- 古賀市
- 福津市
- 宗像市

### 交差する道路
| 交差する道路                                               | 市町村名 | 交差する場所       | 交差する場所             |
| ---------------------------------------------------------- | -------- | ------------------ | ------------------------ |
| 福岡県道35号筑紫野古賀線                                   | 古賀市   | 新原               | 新原南口交差点           |
| 福岡県道534号清滝古賀線                                    | 古賀市   | 筵内（むしろうち） | 鷲白（さぎしろ）橋交差点 |
| 福岡県道535号薦野福間線                                    | 福津市   | 内殿               |                          |
| 福岡県道30号飯塚福間線 重複区間起点                        | 福津市   | 内殿               | 内殿東交差点             |
| 福岡県道30号飯塚福間線 重複区間終点                        | 福津市   | 畦町（あぜまち）   | 畦町入口交差点           |
| 福岡県道530号畦町村山田線                                  | 福津市   | 八並               | 畦町東交差点             |
| 福岡県道92号宗像篠栗線 重複区間起点                        | 宗像市   | 野坂               |                          |
| 福岡県道92号宗像篠栗線 重複区間終点                        | 宗像市   | 原町               | 原町郵便局前交差点       |
| 国道3号                                                    | 宗像市   | 野坂               | 野坂交差点               |
| 福岡県道401号宗像若宮線 重複区間起点                       | 宗像市   | 野坂               | 宮田橋西交差点           |
| 福岡県道527号曲須恵線                                      | 宗像市   | 宮田2丁目          |                          |
| 福岡県道401号宗像若宮線 重複区間終点                       | 宗像市   | 自由ヶ丘2丁目      | 自由ヶ丘2丁目交差点      |
| 福岡県道75号若宮玄海線 重複区間起点                        | 宗像市   | 赤間3丁目          | 赤間構口交差点           |
| 福岡県道29号直方宗像線 福岡県道75号若宮玄海線 重複区間終点 | 宗像市   | 赤間4丁目          | 赤間上町交差点 / 終点    |

### 沿線
- 古賀市立古賀東中学校
- 古賀市浄水場
- 福岡県馬術競技場
- E3 九州自動車道 古賀SA
- 旦ノ原の井戸
- 福津市立上西郷小学校
- 宗像市立南郷小学校
- 宗像病院
- 遍照寺
- 宗像郵便局
- 宗像市立赤間小学校
- 宗像市立城山中学校